# Agallia firdausica
Agallia firdausica är en insektsart som beskrevs av Dlabola 1981. Agallia firdausica ingår i släktet Agallia och familjen dvärgstritar. Inga underarter finns listade i Catalogue of Life.